# Scholarpedia
Scholarpedia är ett engelskspråkigt open access (gratis), fack-granskat online-lexikon, som utgör ett vetenskapligt alternativ till Wikipedia och använder samma Wikimedia-användargränssnitt och redigeringsstil som Wikipedia.
Lexikonartiklarna genomgår peer-review (fackgranskning), i likhet med artiklar i internationell vetenskapliga tidskrifter. De färdigbedömda artiklarna övertas härefter av författarna, som ett slags kuratorer vilka ska godkänna alla kommande ändringar och uppdateringar av artiklarna.